# Герла
Герла (Арменополис, рум. Gherla, венг. Szamosújvár (Самошуйвар) или Örményváros (Эрменьварош), арм. — Հայաքաղաք Айакахак, нем. — Neuschloss или Armenierstadt) — город в Румынии, в жудеце Клуж. Исторический регион — Трансильвания. Расположен в 45 км от города Клуж-Напока по реке Сомеш.

## История
Населённый пункт впервые был указан в источниках в 1291 году как деревня Герлахида. Название, вероятно, происходит от славянского слова грла, что означает река. Позже город долгое время назывался «Hayaqaghak» по-армянски, или «Арменополис» по гречески, которое считалось официальным названием города. Также использовался немецкий вариант названия города Armenierstadt. Позже город получил имя «Szamosújvár», которое было использовано в официальных записях Венгрии, и означает "новый город на реке Сомеш. До 1918 года Герла был частью Королевства Венгрии, также входил в Венгрию между 1940—1944.
Современный город был построен в начале 16 века армянами, переселенцами из Киликийского армянского царства, которые первоначально обосновались в Крыму и Молдавии, а в 1650-х годах переехали в Трансильванию.

## Население
В 2002 году население города составляло 24’083 человека :
- 79.9 % — румыны
- 17.0 % — венгры
- 2.7 % — цыгане
- 0.4 % — армяне, немцы

## Известные уроженцы, жители
Кирилл Демьян. Изобретатель аккордеона. 
Кальман Барталиш — венгерский игрок в поло. Участник летних Олимпийских игр 1936 года.

## Административное деление
В состав города, входят три деревни:
- Бэйца, Ке́рë (рум. Băița, венг. Kérő)
- Силиваш, Ви́зсилваш (рум. Silivaș, венг. Vízszilvás)
- Хэшдате, Са́мошхешдат (рум. Hășdate), венг. Szamoshesdát